# Cipolletti
Cipolletti é uma cidade argentina, localizada no departamento de General Roca, pertencente à província de Río Negro, no norte da Patagônia. A cidade foi fundada em 3 de outubro de 1903, pelo então coronel Fernandez Oro, com a intenção de estabelecer um forte na confluência dos rios Limay e Neuquén. O município foi batizado primeiramente como Colonia Lucinda, e em 1909, foi rebatizado como Cipolletti, o mesmo nome da estação ferroviária que operava na cidade desde 1904. Deve seu nome atual ao engenheiro hidráulico italiano Cesar Cipolletti, que foi autor de estudos hídricos no solo local e também na zona de Mendoza. Os estudos deste engenheiro deram forma ao sistema de irrigação que atualmente sustenta a produção de todo o Alto Valle de Río Negro.
No último censo nacional realizado em outubro de 2010 pelo Instituto Nacional de Estatística e Censos da Argentina (INDEC), na cidade de Cipolletti foram contabilizados 87.492 habitantes. A superfície total do município é de 5.257,80 km².
Aníbal Tortoriello é o atual Intendente Municipal de Cipolletti, eleito em 2015 e reeleito em 2019.